# 张家庄乡 (山阴县)
张家庄乡，是中华人民共和国山西省朔州市山阴县下辖的一个乡镇级行政单位。2021年5月，撤销张家庄乡、后所乡，合并设立广武镇。

## 行政区划
张家庄乡下辖以下地区：
张家庄村、旧广武村、新广武村、陆庄村、水河铺村、山阴庄村、油坊村、西察罕铺村、东察罕铺村、泉子沟村、羊十二庄村和林桥村。